# Трилогия Шерстона
Трилогия Шерстона (англ. Sherston trilogy) — серия книг английского поэта и писателя Зигфрида Сассуна, состоящая из «Мемуаров охотника на лис», «Мемуаров пехотного офицера» и «Успеха Шерстона». Они названы в честь главного героя Джорджа Шерстона — молодого англичанина из высшего среднего класса, жившего непосредственно перед и во время Первой мировой войны.
Книги, по сути, представляют собой «беллетризованную автобиографию», в которой по-настоящему вымышленными являются только имена персонажей. Сам Сассун представлен в образе Шерстона. Сравнение мемуаров Шерстона с более поздней, прямо написанной автобиографической трилогией Сассуна («Старый век», "Бесплодие юности " и «Путешествие Зигфрида») показывает их строгое сходство, и общепризнано, что все шесть книг представляют собой сводный портрет автора и его жизни в молодости. (Сассун, однако, отмечал, что его альтер-эго олицетворяло лишь пятую часть его реальной личности. В отличие от своего автора, Шерстон не имеет поэтических наклонностей; он также не занимается гомосексуализмом, который был вне закона во время написания произведения).
Трилогия Шерстона получила высокую оценку, а «Мемуары охотника на лис» получили Готорнденскую премию в области литературы за 1928 год. Три книги были напечатаны вместе в одном томе «Воспоминания Джорджа Шерстона» в 1937 году.